# لاما (بوداگرایی)

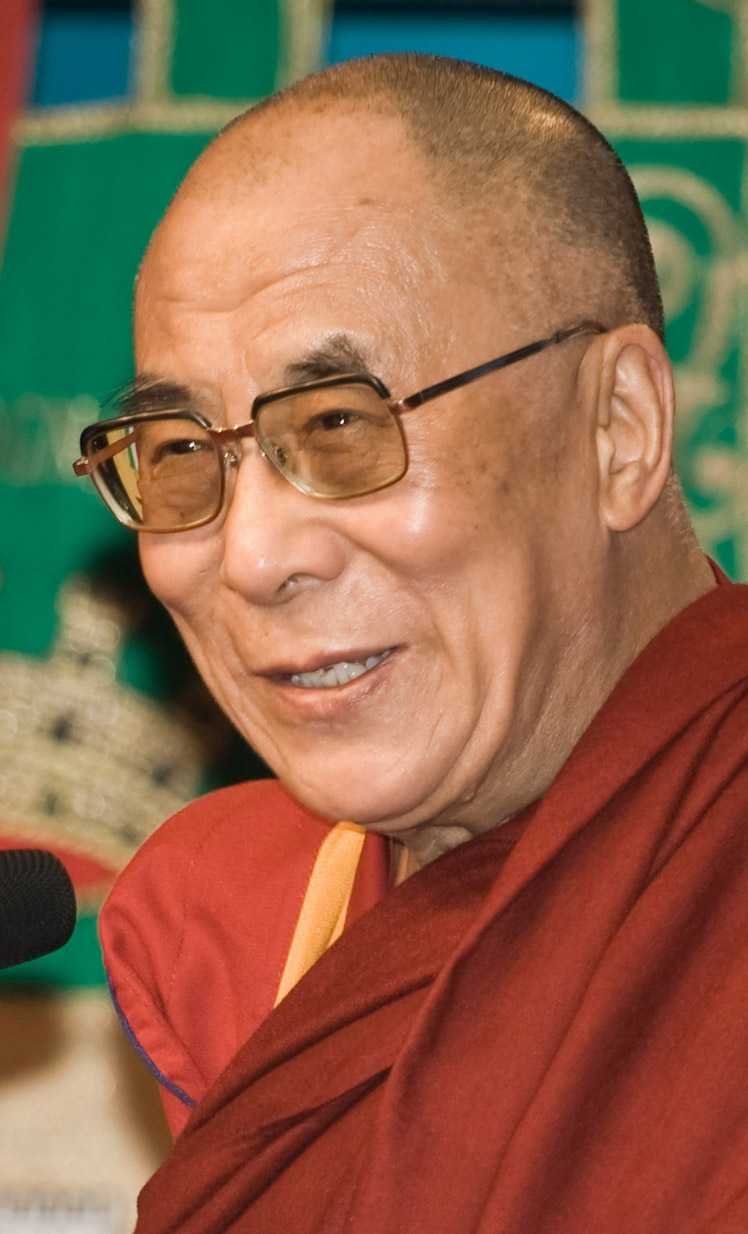
دالای لامای عصرِ حاضر.

لاما (به تبتی:བླ་མ་ بمعنای رهبر یا روحانیِ اعظم)عنوانی برای درمه در بودیسم تبتی است. این نام، مشابه عنوانِ گورو در سنسکریت است.
به‌شکلِ سنتی، این نام برای ارج نهادن به استادانِ معنوی و بزرگانِ دیر و رهبانگاه استفاده می شد.